# Cangas
Cangas hoặc Cangas do Morrazo là một đô thị trong tỉnh Pontevedra, Galicia, Tây Ban Nha.